# Малый Номбур
Малый Номбур — река в России, протекает по Республике Коми. Устье реки находится в 20 км по правому берегу реки Номбур. Длина реки составляет 43 км.

## Притоки
- 6 км: Шопашний (лв)
- 12 км: Ванина Рассоха (пр)

## Данные водного реестра
По данным государственного водного реестра России относится к Двинско-Печорскому бассейновому округу, водохозяйственный участок реки — Печора от водомерного поста Усть-Цильма и до устья, речной подбассейн реки — бассейны притоков Печоры ниже впадения Усы. Речной бассейн реки — Печора.
Код объекта в государственном водном реестре — 03050300212103000079578.